# Dischidia micholitzii
Dischidia micholitzii är en oleanderväxtart som beskrevs av Nicholas Edward Brown. Dischidia micholitzii ingår i släktet Dischidia och familjen oleanderväxter. Inga underarter finns listade i Catalogue of Life.